# Аверсански агрорайон
Аверсанският агрорайон (на италиански: Agro aversano) е земеделски район в Италия.
Разположен е на територията на провинция Казерта в областта Кампания, Южна Италия. Участъкът се намира северозападно от провинция Неапол и обхваща територия от 193 km², които се населяват от около 270 хил. души. Основен град е Аверса.

## История
По време на епохата на Норманите аверсанския агро район се превръща в стратегическа точка на територията на Тера ди Лаворо (позната още като Кампания Феликс) – древна провинция в Кралството на двете Сицилии. През 1927 г., след премахването на институцията по време на фашизма, участъкът, заедно с останалата част от района на Казерта, се присъединява към провинция Неапол до 1945 г., когато провинцията Казерта е политически възстановена. На територията на аверсанския агро район са разположени общо 19 населени места. През него преминава изкуствения поток Реджи Лани.
Сред основните култури, които се отглеждат, фигурират плодове като кайсии и ягоди, както и разнообразна гама от зеленчуци, сред които маруля и домати. Широко разпространено е и лозарството. Животновъдството също е от решаващо значение, най-вече отглеждането на животни като биволът, от чието мляко се произвежда сирене моцарела.

## Кухня
Най-известният патентован хранителен продукт, който се произвежда на територията на аверсанския агро район е познатото в цял свят меко сирене от биволско мляко моцарела, което се продава с етикет „Аверсанска биволска моцарела“ („Mozzarella di bufala aversana“) и е основен прототип на кампанската биволска моцарела.
Други традиционни специалитети в района са „камъкът на Сан Джироламо“ (сладкиш, който се приготвя със смес от вода, захар, какао и бадеми) и т.нар. полака (polacca, буквално „полякиня“) – аверсански вариант на т.нар. корнет. Любопитен анекдот е че, при едно свое посещение в град Аверса, папа Йоан Павел II, на когото бива предложена полака, възкликва „О! Полски папа, който похапва полякиня!“. В аверсанския агрорайон се произвежда и запазената марка бяло вино, носещо наименованието „Аспринио“.

## Населени места
На територията на Аверсанския агрорайон са разположени 19 населени места.
| Име                   | Брой жители |
| --------------------- | ----------- |
| Аверса                | 52 830      |
| Вила ди Брияно        | 6295        |
| Вила Литерно          | 11 278      |
| Гричиняно ди Аверса   | 10 569      |
| Казал ди Принчипе     | 21 011      |
| Казалуче              | 10 247      |
| Казапезена            | 6715        |
| Каринаро              | 6914        |
| Лушано                | 14 088      |
| Орта ди Атела         | 25 713      |
| Парете                | 11 048      |
| Сан Марчелино         | 12 751      |
| Сан Чиприяно д'Аверса | 13 085      |
| Сант'Арпино           | 14 267      |
| Сучиво                | 8040        |
| Теверола              | 13 346      |
| Трентола-Дучента      | 18 039      |
| Фриняно               | 8733        |
| Чеза                  | 8241        |

## Галерия
- Железопътната гара в Аверса
- Панорамна снимка на Епископалната семинария, допираща се до страничната фасада на аверсанската катедрала (Аверса)
- Панорамна снимка на замъка Арагонезе (Аверса)
- Паметникът на Доменико Чимароза (Аверса)
- Енорията Сант'Аудено (Аверса)
- Светилището на Мадоната от Брияно във Вила ди Брияно
- Херцогският дворец Санчез де Луна Д'Арагона в Сант'Арпино

## Престъпност
Аверсанският агрорайон е сред зоните с най-висока престъпност в Европа. От края на 70-те години на ХХ век той е подложен изцяло на влиянието на местния камористки клан Казалези, който понастоящем се смята за лидер сред организациите от мафиотски тип в италианската и европейската организирана престъпност. Ядрото на клана се намира в градчетата Казал ди Принчипе (откъдето произлиза и неговото име), Сан Чиприяно д'Аверса и Казапезена, които заедно образуват обща агломерация. Казалезите контролират изцяло търговията, строителството и финансово-застрахователната дейност в района, като са внедрени и в политическото и административното управление. Кланът контролира също малкия и среден бизнес чрез рекетиране на едноличните търговци.

## Замърсяване на околната среда
Аверсанският агрорайон се намира на територията на т.нар. земя на огньовете, където се извършва нелегален трафик на отпадъци, опасни за околната среда и човешкия живот, които се заравят в почвата или се изхвърлят върху нея и след това се горят, предизвиквайки замърсяване на въздуха и водите. Първият престъпен клан, който започва да се занимава с трафик на отпадъци в началото на 90-те години, е именно аверсанският Казалези.